# 스코티 무어

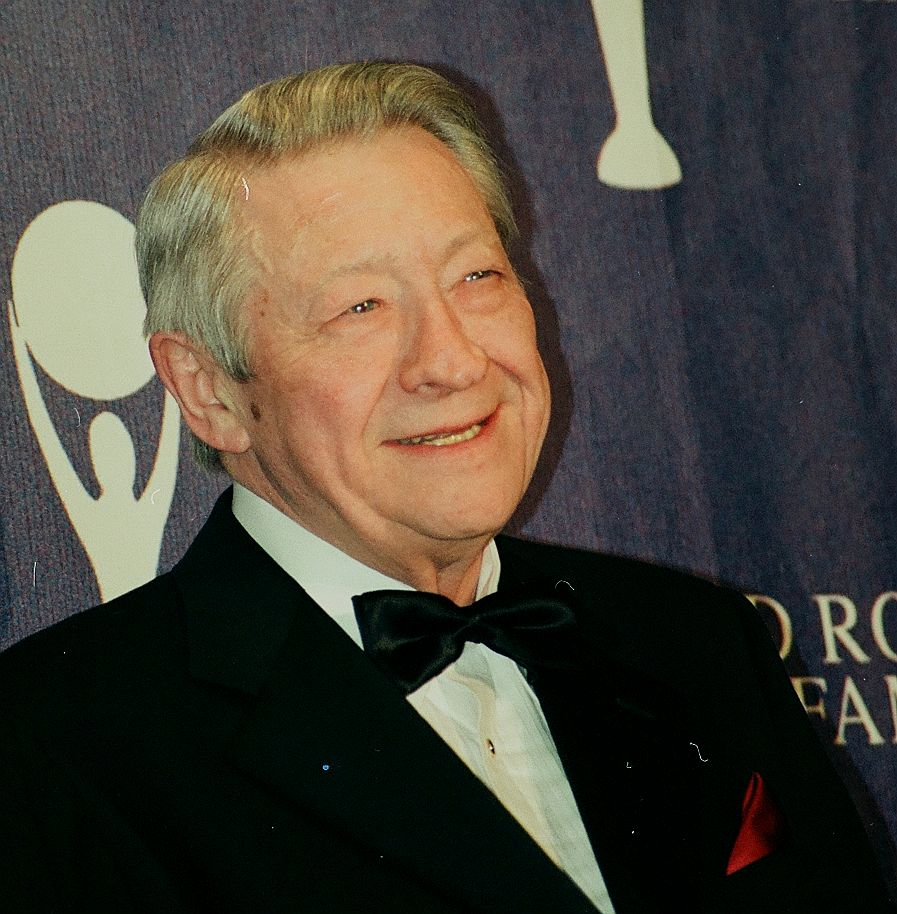
2000년 로큰롤 명예의 전당 헌액식에서

윈필드 스콧 "스코티" 무어 3세(Winfield Scott "Scotty" Moore III, 1931년 12월 27일 ~ 2016년 6월 28일)는 미국의 기타리스트 겸 녹음 엔지니어다. 엘비스 프레슬리의 경력 초반 시 반주를 맡은 것으로 가장 잘 알려져 있다. 1954년부터, 엘비스의 할리우드 진력 시까지 그와 함께했다.
록 평론가 데이브 마시는, 프레슬리의 1957년 노래 〈Jailhouse Rock〉의 도입부를 거론하여 무어를 파워 코드의 발명가로 피임한다. 무어와 드러머 D. J. 폰타나가 연주한 본 도입부를, 폰타나는 "앤빌 코러스의 40년대 스윙판을 오벼 온 것"이라 말한다. 2011년 《롤링 스톤》이 선정한 100대 기타리스트에서 29위에 랭크되었다. 2000년 로큰롤 명예의 전당에 헌액되었으며 2015년 멤피스 음악 명예의 전당에도 헌액된다.
롤링 스톤스의 기타리스트 키스 리처즈는 이런 말을 한 적이 있다. "〈Heartbreak Hotel〉을 들었을 때 비로소, 나는 일세에 하고 싶던 것을 깨달았다. 아주 명명백백히. 내가 하고 싶던 건, 그다지 연주하고 소리하는 것이었다. 모두 엘비스를 동경했지만, 나는 스코티를 좇았다."

## 소력
윈필드 스콧 무어 3세는 매티 가의 네 아들 중 막내로 태어났다. 맏이와 막내 스콧의 터울은 14살 정도였다. 8살, 가족과 친구로부터 기타를 배웠다. 징집 당시 미성년이었음에도 불구하고, 미 육군 소속으로서 중국과 한국에서 1948년에서 1952년 1월까지 복무했다.
무어의 가장 이른 음악적 근저는 재즈와 컨트리 음악이다. 쳇 앳킨스의 팬이었던 그는, 선 레코드의 샘 필립스의 주선으로 엘비스 프레슬리와 짝이 되기 전부터 스타라이트 랭글러스(Starlite Wranglers)란 악단을 이끌고도 있었다. 빌 블랙의 합류로, 이들 3인조는 완연하여 졌다. 빌 블랙은 필립스가 필요해 있던 "리드미컬한 추진력"을 가진 사내였다. 1954년 엘비스가 무어와 블랙을 대동하고, 선 스튜디오에서 그 전설적인 레코드 〈That's All Right〉를 취입한다. 이 음원은, 로큰롤의 역사에서 중사로도 지목된다.
1954년 7월 5일 저녁부터 시작된 이날의 녹음 세션은 그날 야밤까지는 완전 헛된 것으로 여겨졌었다. 마침 포기하고 귀가하려던 차, 프레슬리가 기타를 들고 아서 크루덥의 1946년 블루스 곡 〈That's All Right〉를 연예하기 시작했다. 무어는, 당시를 이렇게 회고한다. "느닷없이 엘비스 군이 예의 곡을 노래하지 뭡니까. 오두방정을 떨고 천치 흉내를 내고. 그러더니 빌도 베이스를 집더니 역시 천치 흉내를 내던 게 아닙니까. 그래 나도 그들과 연주를 합디다. 아마 샘은, 제어실을 벙긋하고 있었던 듯한데 ... 머리만 빼꼼 내밀어 이리 물어왔죠. "너희 뭐해?" 우리가 답합니다. "우리도 몰라요." 그러니까 하는 말이, "그럼, 다시 해보렴", "시작할 지점을 찾으면, 그때 다시 연주하자고." 필립스는 재빠르게 녹음을 개시했습니다. 바로, 그가 좇던 음향인 거지요."
그로부터 며칠 뒤, 3인조가 다시 모여 이번에는 빌 먼로의 블루그래스 가요 〈Blue Moon of Kentucky〉를 취입한다. 여기에 샘 필립스가 "슬랩백"으로 이름한, 가에코 효과를 적용했다. 이렇게 A면에 〈That's All Right〉, 이면에 〈Blue Moon of Kentucky〉인 싱글이 완성되었다.

무어는, 필립스의 리듬 중시란 지론으로 하여 쳇 앳킨스의 깜찍한 핑커피킹 주법에 멀어지게 된다. 무어는, 팝과 컨트리를 무방히 생각하였건만, 필립스가 댄 것은 단순하고, 강렬한 음향이었다. 다시 말해 핵심은 단순성(Simplify)으로 요약된다.

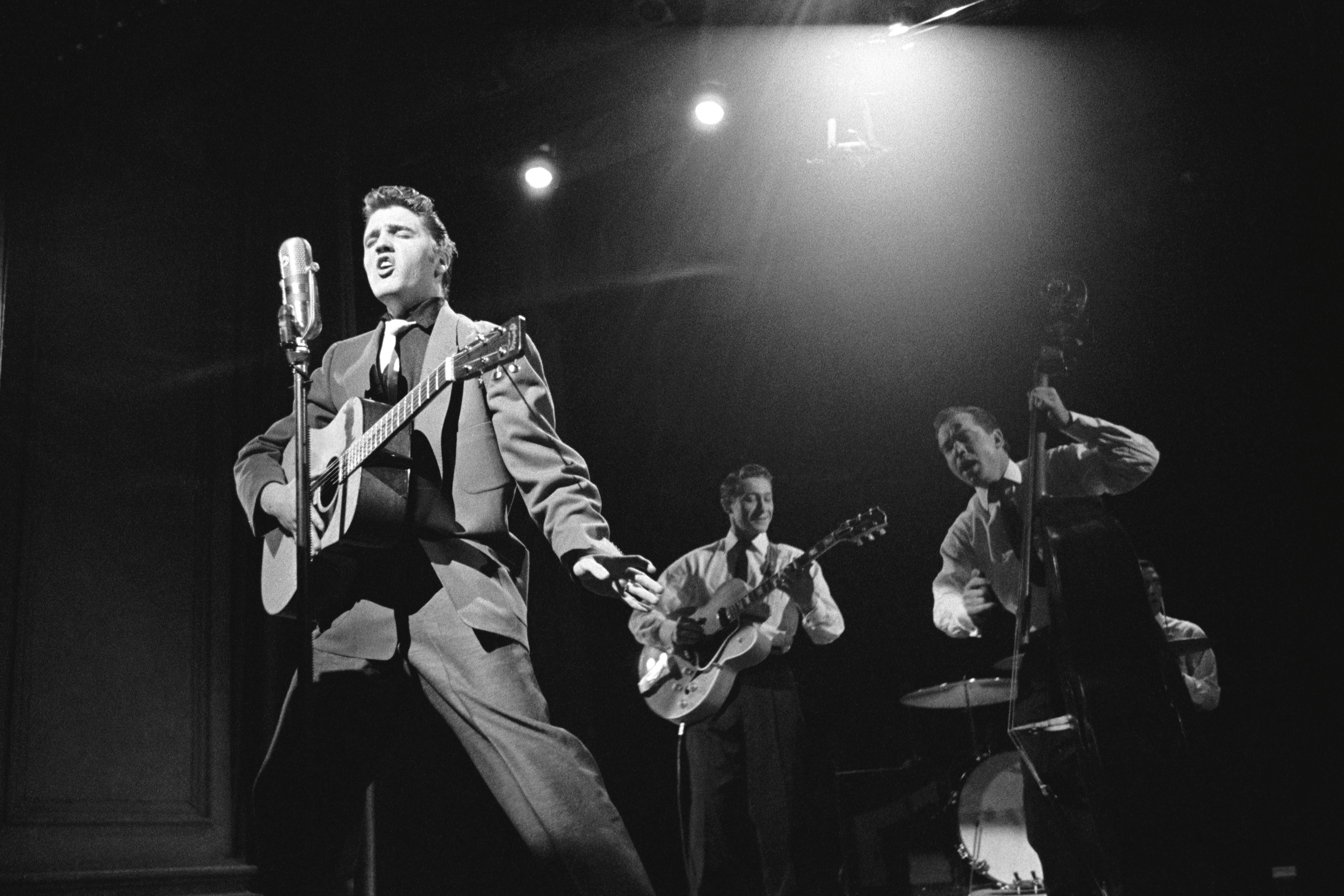
블루 문 보이스

1954년 10월 루이지애나 헤이라이드 공연 금후부터, 블랙과 무어는 블루 문 보이스로 뭉뚱그려 지칭되기 시작했다.
이 당시 무어는 프레슬리의 개인 매니저로 활동했다.:85 그 후에 D. J. 폰타나가 합류한다. 1954년 7월 초, 블루 문 보이스는 미국 남부 전반에 걸쳐 순연과 녹음을 병행한다. 일변 프레슬리의 인기는 성해져 갔다. 이들은 미국 처처를 돌고 프레슬리가 출연하는 텔레비전 방송, 장편 영화에 따라 출연했다. 1956년 1월에서 1957년 1월까지, 무어, 블랙, 폰타나는 도시 형제, 밀턴 버, 스티브 앨런, 에드 설리번의 실황 프로그램에 등장했다. 1960년, 무어와 폰타나는, 미 육군에서 만기 제대하는 프레슬리를 환영하는 프랭크 시나트라의 특집 방송 출연 시에 재결합했다.

### 엘비스의 이탈
1957년 할리우드에서 《러빙 유》의 촬영 및 녹음이 진행되던 당시, 무어와 블랙은 지루함을 촬영을 끝낸 프레슬리와 즉흥연주를 하며 풀었다. 그러나 프레슬리와 만나는 것은 몇 번으로 그쳤고 프레슬리는 이들과 2층 정도 떨어져 투숙했다. 그런 배척에 분연한 그들은 의도적인 획책이 있다고 판단했다.
프레슬리의 첫 장편영화 《러브 미 텐더》의 사운드트랙 녹음에서도 프레슬리와 함께하지 못했다. 20세기 폭스가 컨트리를 연주하지 못한다는 꼬투리로 프레슬리의 전속 밴드를 사용하지 못하게 막았기 때문이다. 1956년 8월부터는 공연 출연이 감소하면서 재정적 위구를 겪는다. 8월에는 200달러였던 수익이 12월에는 100달러로 감했다. 무어 내외는 하릴없이 부인 인척인 세 자매 및 형제와 이사를 감행했다. 《멤피스 프레스-시미터》 인터뷰에서, 그들은 이러한 개세와 프레슬리 지간의 교류 부족을 꺼냈다. 인터뷰의 목적은 RCA 빅터가 발매하는 본인들의 기악곡 음반 녹음을 경영진이 허가했다는 것이었는데, 이 허가는 그룹이 프레슬리를 배제해야만 성립될 수 있었다.
1957년 캐나다 순회공연 때는 콘서트 홍보업자 오스카 데이비스가 그들에게 매니저를 수행할 것을 요청했고 이들은 기꺼이 일을 받아들였다. 아직까지 주당 200달러를 받는 무어와 블랙의 눈에 프레슬리는 백만장자가 되어 있었다. 백 보컬리스트 조더네이어스는 데이비스를 신용하지 않아서 불참했다. 긴장이 최고점에 도달한 것은 1957년 9월 프레슬리의 첫 크리스마스 음반 세션이었다. 무어와 블랙은 해당 세션 이후에도 프레슬리의 트랙에 참여하기로 약조되어 있었지만, 세션이 끝나자 그들은 짐이나 싸라는 말을 들었다. 그날 저녁에 그 2인은 사직서를 작성했다. 이들은 2년 동안에 단 한 번 봉급 인상을 받았으며 출연 감소로 주당 100달러로 연명해야 했었다. 또한 파커 대령이 자기네들을 적대한다고 생각했다. 기실 프레슬리와 모든 접촉을 잃고 있었고, "그와 대화하는 것조차 허락되지 않는다"고까지 느꼈다. 파커 대령의 관여는 없었으되 RCA 빅터 회장 스티븐 숄스는 프레슬리의 밴드에 대해 의구심을 가졌었고 해산이 영속적이기를 바랬다. 멤피스로 돌아왔을 때, 한 기자가 이 사실을 알고 2인을 취재했다. 프레슬리는 언론 진술에서 그들에게 행운이 있기를 바란다고 했으며, 그들이 기자에게 언질을 주기보다 자기에게 찾아와서 하소연했으면 일이 더 잘 풀렸을 것이라고 말했다. 동반된 인터뷰에서 프레슬리는 지난 2년간 밴드를 탈각하라는 말이 많았다는 것을 밝히면서 자신의 관점에서는 퍽 충실하게 그들을 대했다고 했다.
프레슬리는 투펄로에서 2주간의 공연 계약을 맺고 새로운 음악가들을 물색했다. 기타에는 행크 갤런드, 베이스에는 D.J. 폰타나의 친구 척 위긴턴이 내정되었지만 그들의 연주 실력이 전과 같지 않다고 프레슬리는 감지했다. 투펄로 직무에서 1주가 지난 뒤에 프레슬리는 그들을 일일 베이스 연주자로 번복 고용했다. 그동안 2인은 "댈러스 스테이트 페어에서 끔찍한 2주의 출연 계약"을 수행 중이었다. 무어는 자기가 악감정이 없다고 공언했지만, 전기작가 구랄닉은 프레슬리는 우울한 기분이었다고 기술했다. 구랄닉의 글에 의하면, 모일에 프레슬리는 라디오에서 들려오는 〈Jailhouse Rock〉을 듣고는 '엘비스 프레슬리와 그의 1인 밴드'라고 중얼거리며 맥없이 머리를 흔들었다.

### 엘비스의 징집 이후
1958년 초에 프레슬리가 군에 징집된 이후로는 펀우드 레코드에서 일하며 토마스 웨인 퍼킨스의 히트 레코드 〈Tragedy〉를 제작했다.
1960년부터 무어는 RCA 빅터에서 프레슬리와 녹음 세션을 진행했고 샘 필립스 녹음 서비스에서 제작 고문을 수행했다. 무어는 〈Fame and Fortune〉, 〈Such a Night〉, 〈Frankfort Special〉, 〈Surrender〉, 〈I Feel So Bad〉, 〈Rock-a-Hula Baby〉, 〈Kiss Me Quick〉, 〈Good Luck Charm〉, 〈She's Not You〉, 〈(You're the) Devil in Disguise〉, 〈Bossa Nova Baby〉 등속의 프레슬리 노래에서 연주했다.
1964년, 에픽 레코드에서 깁슨 슈퍼 400을 사용한 《The Guitar That Changed the World》 명명의 솔로 음악을 발매했다.
NBC 텔레비전 스페셜 《'68 컴백 스페셜》에서 다시 깁슨 슈퍼 400를 들고 폰타나, 프레슬리와 재결합해 연주했다. 그들은 이때 마지막으로 프레슬리와 연주했으며 무어는 이때를 마지막으로 프레슬리를 보지 못했다.
무어는 늘그막에 관절염으로 기타 연주를 포기했다. 2016년 6월 28일 테네시주 내슈빌에서 84세를 일기로 사망했다.